# Genom Persien, Mesopotamien och Kaukasien
Genom Persien, Mesopotamien och Kaukasien är en reseskildring från 1887 av den svenske författaren Sven Hedin. Den skildrar Hedins första persiska resa. Hedin arbetade som informator i Baku varifrån han i april 1886 reste med båt och till häst till Teheran tillsammans med sin språklärare. Därifrån fortsatte han ensam till Esfahan och Shiraz, till Bushir vid Persiska viken, sedan till Basra och Bagdad och slutligen genom Kurdistan tillbaka mot Teheran. I Kermanshah tog pengarna slut, men en rik köpman som hade läst Carl XII:s historia bidrog med pengar när han hörde att Hedin var från samma land som Karl XII.
Under ett stopp i Konstantinopel på vägen hem till Sverige träffade Hedin författaren C.G. Wrangel, som rekommenderade Karl Otto Bonnier att ge ut Hedins reseskildring. Boken var den 22-årige Hedins debut. Den trycktes i 3800 exemplar och beskrevs av Bonnier som "en rätt vacker framgång".